# Europæiske kulturarvsdage
De europæiske kulturarvsdage (European Heritage Days) er en fælleseuropæisk kampagne, arrangeret af Europarådet og EU-Kommissionen. Kampagnen har som mål at fremme kendskabet til den europæiske kulturarv.
Danmarks del af kampagnen forestås af Kulturarvsstyrelsen. I 2011 har Danmark valgt ikke at deltage i de europæiske kulturarvsdage.
| Kultur | Spire Denne artikel om kultur er en spire som bør udbygges. Du er velkommen til at hjælpe Wikipedia ved at udvide den. |